# Taxicnemis bivittata
Taxicnemis bivittata är en tvåvingeart som beskrevs av Edwards 1927. Taxicnemis bivittata ingår i släktet Taxicnemis, ordningen tvåvingar, klassen egentliga insekter, fylumet leddjur och riket djur. Inga underarter finns listade i Catalogue of Life.